# Fulko I av Anjou
Fulko I av Anjou, död 942, var regerande greve av Anjou mellan 898 och 942.